# FK Kozara Gradiška
El FK Kozara (serbio: ФK Koзapa) es un club de fútbol bosnio de la ciudad de Gradiška y fundado en 1945. El equipo disputa sus partidos como local en el Stadion Gradski y juega en la Premijer Liga.

## Jugadores
- Actualizado el 16 de julio de 2011

## Honours
Primera Liga de la República Srpska:
- Campeón (1): 2010–11

Copa de la República Srpska:
- Campeón (3): 1993–94, 1999–00, 2000–01